# Scarlett Pomers
Scarlett Noel Pomers, née le 28 novembre 1988 à Riverside en Californie, est une actrice américaine. Elle est plus particulièrement connue pour son rôle de Naomi Wildman dans la série télévisée Star Trek: Voyager.

## Filmographie
- 1995-2001 : Star Trek: Voyager (TV) : Naomi Wildman
- 1999 : Happy, Texas de Mark Illsley